# Linfedema progressivo crônico
O linfedema progressivo crônico, ou CPL (na sigla em inglês), é uma doença identificada em cavalos belgas, Shire ou Clydesdale e  que se assemelha a arranhões. É caracterizada por linfedema e os sintomas incluem inchaço progressivo, espessamento da pele e lesões sobre a parte inferior da perna. A doença é mais provável de ser causada por um malfuncionamento do sistema linfático e pelo sistema imune comprometido. Há muito possivelmente um componente genético. Não há cura neste ponto, apenas um tratamento que tem ajudado a mantê-lo sob controle, em alguns casos.
Cientistas na UC Davis Center for Equine Health continuam a pesquisa sobre a doença com o interesse, a cooperação e o apoio financeiro das Fazendas Ayrshire de Upperville, Virgínia.